# San Vito (Emilia-Romagna)
San Vito è una frazione di 4.000 abitanti dei comuni di Rimini, Santarcangelo di Romagna e San Mauro Pascoli, posta al confine tra la Provincia di Forlì-Cesena e la Provincia di Rimini. Il confine tra i comuni di Rimini e Santarcangelo, e tra i comuni di Santarcangelo e San Mauro Pascoli, è segnato dalle vie Vecchia Emilia e Antica Emilia, corrispondenti al tracciato originario della Via Emilia. 
A San Vito è collocato il casello di Rimini nord dell'Autostrada A14.

## Monumenti

### Ponte Romano (Il Pontaccio)
Detto "e puntaz" ovvero "il pontaccio", nei pressi della chiesa di S. Vito e S. Modesto sono visibili i ruderi di un ponte, un'arcata intera ed la parte di una seconda, con cui la via Aemilia, nell'antico tracciato, superava il torrente Uso. Le strutture in muratura attualmente visibili risalgono all’epoca malatestiana, ma le strutture portanti sono realizzate in blocchi in pietra d’Istria. A seguito dei dissesti idrografici avvenuti in epoca post-medievale il fiume Uso si è spostato più a ovest, lasciando i ruderi del ponte isolati in mezzo ai terreni coltivati.

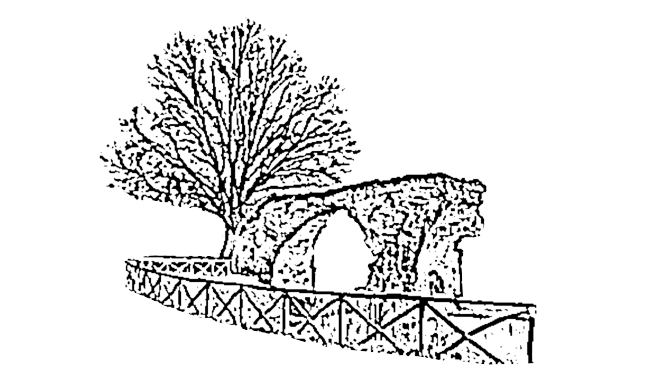
Il "Pontaccio", antico ponte romano situato a San Vito.

Nel '700 già si sapeva che questo ponte era romano: in un documento del 1735 la Comunità di Rimini richiedeva al papa il permesso di poter asportare "quei marmi che sono rimasti dall'antiche rovine del Ponte al fiume Rubicone volgarmente chiamato Uso" per poter restaurare il Ponte di Tiberio.
Nel 2004 gli scavi condotti dalla Soprintendenza per i Beni archeologici hanno confermato quanto scritto nel documento del 1735: il ponte è romano, con la parte alta medievale, probabilmente di epoca malatestiana, e una parte bassa, a livello di fondazioni, di epoca romana, e che doveva essere di grandi dimensioni, ad almeno cinque arcate come il Ponte di Tiberio a Rimini.

## Sport

### Calcio
La principale squadra di calcio del paese è stata la Sanvitese, che tuttavia il 5 luglio 2011 ha ratificato la propria fusione con il Sant'Ermete formando di fatto una nuova società. Nel 2012 il Real Rimini è emigrato a San Vito per disputare il campionato di Eccellenza, prima di ritirarsi nel novembre dello stesso anno.
Dal 2010 si è costituita la ASD San Vito, che opera esclusivamente con il settore giovanile.
MOTOCICLISMO
San vito è la citta natale del pilota motociclistico Michael Ruben Rinaldi,pilota che ha corso nel mondiale superbike dal 2018 al 2024,correndo anche nel team ufficiale Ducati dalle stagioni 2021 fino alla stagione 2024